# Albinaria grisea
Albinaria grisea is een slakkensoort uit de familie van de Clausiliidae. De wetenschappelijke naam van de soort is voor het eerst geldig gepubliceerd in 1835 door Deshayes.